# Escudo de Caldas
El Escudo de Caldas es el principal emblema y uno de los símbolos oficiales del departamento colombiano de Caldas.

## Blasonado
Escudo de corte francés antiguo.  Trae en campo de oro, una montaña de tres cimas, dos de sinople y la más alta de plata, surmontada de granadas en su color, rajada de gules, tallada y follada de sinople, todo adiestrado y siniestrado de sendos ríos de azur.

## Diseño y significado de los elementos
El escudo está compuesto por un campo de oro y una montaña de tres cimas surcadas por dos ríos. Las montañas del escudo interpretan la comarca caldense, la montaña de selva y la cima nevada del nevado del Ruiz, todas ellas encerradas entre los ríos Cauca y Magdalena.